# Nupserha nigrovittipennis
Nupserha nigrovittipennis är en skalbaggsart som beskrevs av Stefan von Breuning 1958. Nupserha nigrovittipennis ingår i släktet Nupserha och familjen långhorningar. Inga underarter finns listade i Catalogue of Life.